# Gouvernement Antonio Maura (3)
Pour les articles homonymes, voir Gouvernement Antonio Maura.
 (avril 2023).
Si vous disposez d'ouvrages ou d'articles de référence ou si vous connaissez des sites web de qualité traitant du thème abordé ici, merci de compléter l'article en donnant les références utiles à sa vérifiabilité et en les liant à la section « Notes et références ».
Royaume d'Espagne
Prieto II Prieto IV
Le troisième gouvernement Antonio Maura est le gouvernement du royaume d'Espagne en fonction le 22 mars 1918 au 9 novembre 1918.

## Composition
| Portefeuille                                         | Titulaires | Titulaires                   | Parti              |
| ---------------------------------------------------- | ---------- | ---------------------------- | ------------------ |
| Président du Conseil                                 |            | Antonio Maura                | Parti conservateur |
| Ministre du Gouvernement                             |            | Manuel García Prieto         | Parti libéral      |
| Ministre d'État                                      |            | Eduardo Dato                 | Parti conservateur |
| Ministre des Grâces et de Justice                    |            | Álvaro de Figueroa           | Parti libéral      |
| Ministre des Finances                                |            | Augusto González Besada (es) | Parti conservateur |
| Ministre de la Guerre                                |            | José Marina Vega (es)        | sans étiquette     |
| Ministre de la Marine                                |            | José Pidal Rebollo (es)      | sans étiquette     |
| Ministre de la Marine                                |            | Augusto Miranda y Godoy (es) | sans étiquette     |
| Ministre de l'Instruction publique et des Beaux-arts |            | Santiago Alba Bonifaz        | Parti libéral      |
| Ministre de l'Instruction publique et des Beaux-arts |            | Álvaro de Figueroa           | Parti libéral      |
| Ministre du Ravitaillement                           |            | Juan Ventosa                 | Parti conservateur |
| Ministre de l'Équipement                             |            | Francesc Cambó               | Lliga Regionalista |